# Ante se vraća kući (2001.)
Ante se vraća kući, hrvatski film Ognjena Sviličića iz 2001. godine. 
Tada mladi redatelj Ognjen Sviličić nije htio raditi na provjerenim dobitnim kombinacijama, nego je želio provesti svoje ambiciozne ciljeve opsežnim akcijama i željom da predstavi cjelovit karakter glumaca. 

## Radnja
Ante (Davor Svedružić), Nada (Mia Begović) i Kole (Josip Zovko) igraju glavne uloge. Dvojica mladića Ante i Kole rođaci su i oba studiraju šumarstvo na Sveučilištu u Zagrebu. Kao i većina studenata i Ante i Kole imaju premalo novca za financiranje studija. U filmu, Ante živi u prevelikom stanu u Zagrebu, koji si uopće ne može priuštiti. U prošlosti upoznaje Nadu, ženu na pragu srednjih godina, koja pruža ljubavne usluge. Nadin suprug je kriminalac koji vodi tajne poslove, čak ispisuje vlastiti novac. Budući da je Nada seksualno nezadovoljna, traži mladog muškarca, da ga može upotrijebiti za svoje igre. Ante je vrlo sramežljiv i dijelom nesposoban, što Nada koristi.
Kole je suprotnost Anti. Ima samopouzdanje i svoj život najvećim dijelom pod kontrolom. Ante nije zadovoljan što ga Kole posjećuje, pogotovo nenajavljeno. Pojavljuju se prvi sukobi s Antine strane, jer želi sakriti aferu s Nadom, jer ne samo  što je puno starija, već i zato što ga financira i također potiče neobične igre. Ante ne može izaći sam iz ove delikatne situacije. Kad zazvoni zvono na vratima, Anti postaje jako loše, znajući da Nada dolazi u posjetu. Kole se sakrio ispod kauča bez da je Ante primijetio. Radnja se dalje komično razvija do konačnog raspleta.

## Uloge
| Glumac/ica          | Lik             |
| ------------------- | --------------- |
| Davor Svedružić     | Ante            |
| Josip Zovko         | Kole            |
| Mia Begović         | Nada            |
| Dražen Kühn         | Ljubo           |
| Ljubo Zečević       | Bugarin         |
| Darija Saltagić     | Milka           |
| Ljubomir Kerekeš    | mesar / doktor  |
| Predrag Vušović     | radnik          |
| Leon Lučev          | mladi pilar     |
| Zvonimir Torjanac   | stari pilar     |
| Inge Appelt         | dama #1         |
| Vera Zima           | dama #2         |
| Željko Königsknecht | gazda           |
| Slaven Knezović     | Mule            |
| Helena Buljan       | Mirjana         |
| Slavica Jukić       | baka            |
| Daria Lorenci       | Antina djevojka |
| Jadranka Matković   | izlagačica      |
| Ecija Ojdanić       | tv voditeljica  |